# Dasiphora davurica
Das Dasiphora davurica (Syn.: Potentilla glabra Lodd.), auch Kahler Fingerstrauch genannt, ist eine Pflanzenart aus der Gattung Dasiphora in der Familie der Rosengewächse (Rosaceae).

## Beschreibung

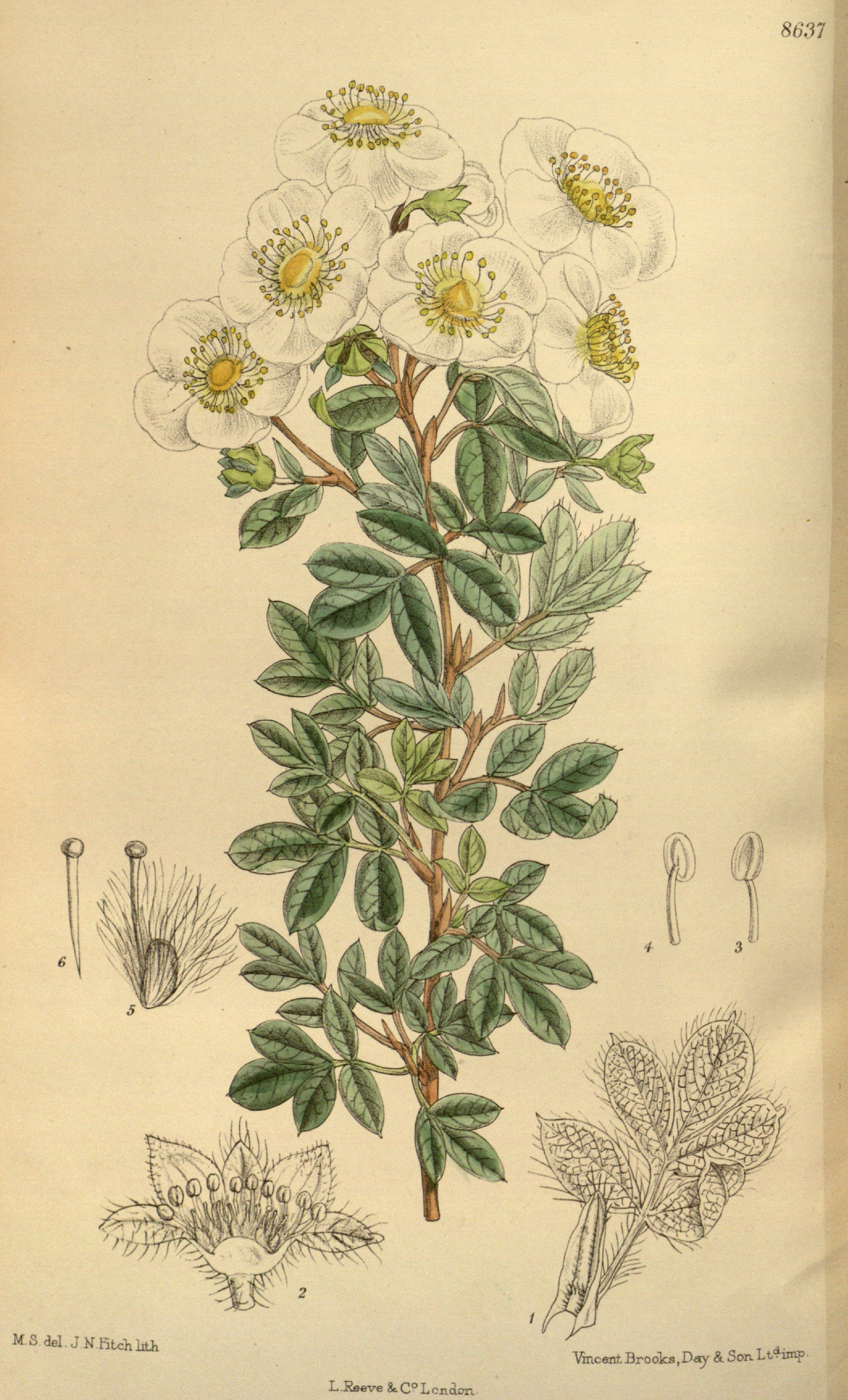
Illustration

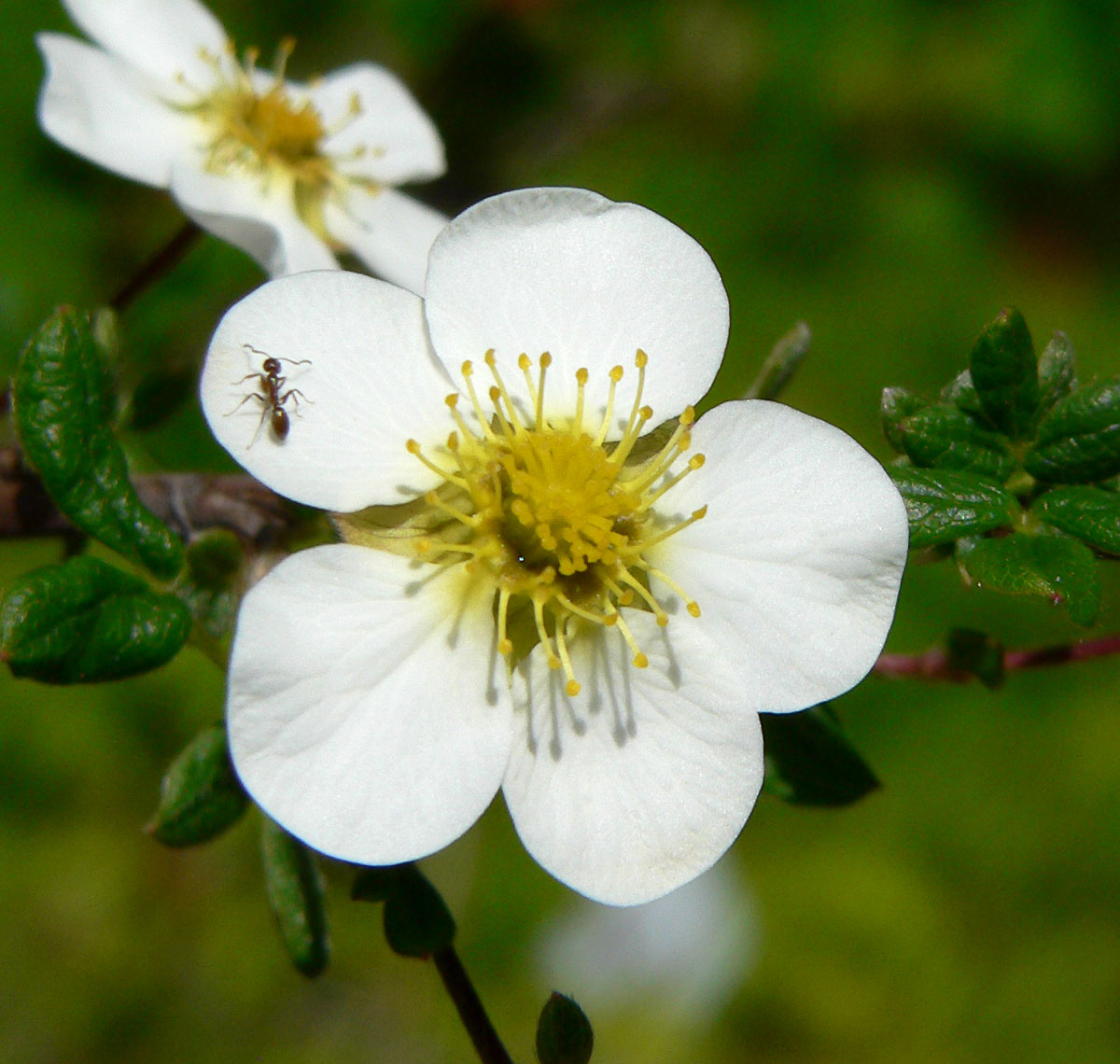
Radiärsymmetrische, fünfzählige Blüte im Detail

### Vegetative Merkmale
Dasiphora davurica ist ein Strauch, der Wuchshöhen von 0,3 bis 2, selten bis zu 3 Metern erreicht. Die Rinde junger Zweige ist spärlich flaumig behaart, bei älteren Zweigen ist sie gräulich brauner und schält sich ab.
Die wechselständig angeordneten Laubblätter sind in Blattstiel und Blattspreite gegliedert. Die Blattspreite ist paarig gefiedert mit 4 oder 6 Fiederblättchen. Die Fiederblättchen sind bei einer Länge von 0,5 bis 1,2 Zentimetern sowie einer Breite von 4 bis 8 Millimetern länglich, verkehrt eiförmig-elliptisch oder eiförmig-elliptisch mit keilförmiger oder gerundeter Basis und herablaufend. Das äußerste Paar Fiederblättchen ist mit der Blattrhachis verwachsen. Ober- und Unterseite sind spärlich behaart, seidig behaart oder kahl. Die Fiederblättchen sind ganzrandig, flach oder gering nach oben eingerollt und stumpf oder spitz. Die Nebenblätter sind dünn häutig, spärlich behaart oder fast kahl.

### Generative Merkmale
Die Blütezeit reicht von Mai bis November. Ein bis mehrere Blüten sind endständig auf einzelnen Zweigen angeordnet. Der Blütenstiel ist lang, dünn und kaum behaart.
Die zwittrigen Blüten sind bei einem Durchmesser von 1,5 bis 2,5 Zentimetern radiärsymmetrisch und fünfzählig. Die Segmente des Außenkelchs sind lanzettlich, verkehrt-eiförmig-lanzettlich oder eiförmig und kürzer oder fast genauso lang wie die Kelchblätter. Die Kelchblätter sind eiförmig, spitzig oder stachelspitzig. Die fünf freien Kronblätter sind weiß, verkehrt-eiförmig mit gerundetem oberen Ende.
Die Achänen sind behaart.

## Vorkommen
Dasiphora davurica kommt in Korea, der Mongolei, Russland und in den chinesische Provinzen Anhui, Gansu, Hebei, Hubei, Nei Mongol, Qinghai, Shaanxi, Shanxi, Sichuan sowie Yunnan vor. In China gedeiht sie in Wäldern, Waldrändern, Dickichten, Wiesen, Böschungen, alpinen Talhängen und Schluchten in Höhenlagen von 1200 bis 4200 Metern.

## Belege
- Li Chaoluan (Li Chao-luang), Hiroshi Ikeda, Hideaki Ohba: Potentilla Linnaeus: Potentilla glabra Loddiges, S. 293 - textgleich online wie gedrucktes Werk, In: Wu Zheng-yi, Peter H. Raven (Hrsg.): Flora of China, Volume 9 – Pittosporaceae through Connaraceae, Science Press und Missouri Botanical Garden Press, Beijing und St. Louis, 2003, ISBN 1-930723-14-8.
- Dasiphora davurica im Germplasm Resources Information Network (GRIN), USDA, ARS, National Genetic Resources Program. National Germplasm Resources Laboratory, Beltsville, Maryland. Abgerufen am 29. August 2017.